# Schloss Neuschwanstein
Neuschwanstein eller Schloss Neuschwanstein er et palads opført i 1800-tallet i nyromantisk stil på en bakketop over landsbyen Hohenschwangau ved Füssen i det sydvestlige Bayern i Tyskland. Paladset blev bestilt af Ludwig 2. af Bayern til Richard Wagner. Ludwig betalte for opførelsen af sin egen formue og ved at låne en formue frem for at lade offentligheden i Bayern betale.
Paladset blev bygget som hjem for kongen. Da han døde i 1886, blev det åbnet for offentligheden. Siden har mere end 61 millioner besøgt Neuschwanstein. Mere end 1,4 millioner besøger stedet årligt, med op mod 6.000 personer om dagen i sommerhalvåret. Paladset er blevet brugt i flere film som Chitty Chitty Bang Bang og The Great Escape og var inspiration for Disneylands Sleeping Beauty Castle og senere lignende strukturer.

## Beliggenhed
Kommunen Schwangau ligger på en forhøjning på omkring 800 moh. ved den sydvestlige grænse af den tyske delstat Bayern. Området er karakteriseret af overgangen mellem foden af Alperne i syd (mod grænsen til Østrig) og det bakkede landskab mod nord.
I middelalderen lå der tre borge, som kontrollerede området og landsbyerne. Den ene af disse hed Burg Schwanstein. I 1832 købte Maximilian 2. af Bayern ruionerne for at kunne opføre et komfortabelt nygotisk palads kaldet Schloss Hohenschwangau. Det stod færdigt i 1837 og det blev familiens sommerresidens, og hans ældste søn Ludvig 2. af Bayern (født 1845) tilbragte en stor del af sin barndom her.
Schloss Vorderhohenschwangau og Schloss Hinterhohenschwangau lå på en solid klippetop med udsigt over Schloss Schwanstein, de to nærliggende søer Alpsee og Schwansee samt landsbyen. De var kun adskilt af en voldgrav, og bestod begge af en hal, et keep og et forskanset beboelsestårn. I 1800-tallet var det dog kun ruinerne der var tilbage fra de to middelalderlige fæstninger, men dem ved Hinterhohenschwangau tjente som et udsigtspunkt kaldet Sylphenturm.
Ruinerne ved familiens palads var kendt af kronprinsen Ludvig fra hans ture omkring i området. Han tegnede den første skitse af dem i sin dagbog fra 1859. Da Ludvig overtog magten i 1864 blev konstruktionen af et nyt palads på stedet for de to ruiner påbegyndt, som den første i en serie af hans palads-byggeprojekter. Ludvig kaldet det nye palads for Neu Schloss Hohenschwangau, og det var først efter hans død at det fik navnet Neuschwanstein. I praksis så har Hohenschwangau og Schwanstein skiftet navne idet Schloss Hohenschwangau erstattede ruinerne af Schloss Schwanstein, mens Schloss Neuschwanstein erstattede ruinerne af de to Hohenschwangau-fæstninger.

## Turisme
Neuschwanstein har næsten 1,5 millioner besøgende om året, hvilket gør det til et af de mest populære turistattraktioner i Europa. Af sikkerhedsårsager er der kun adgang til slottet via guidede ture på 35 minutter, og det er ikke tilladt at tage fotografier inden for på slottet. Der er også specielle guidede turer, der fokuserer på særlige emner. I højsæsonen, som ligger fra juni til august, har slottet omkring 6000 gæster om dagen, og besøgende uden forudbookede billetter kan vente i timevis for at komme ind. Billetter til slottet sælges udelukkende via billetcenteret i Hohenschwangau. I 2008 havde det totale antal af besøgende rundet 60 millioner. I 2004 omsætningen for billetindtægter €6,5 mio.